# دو ۳۰۰۰ متر بامانع

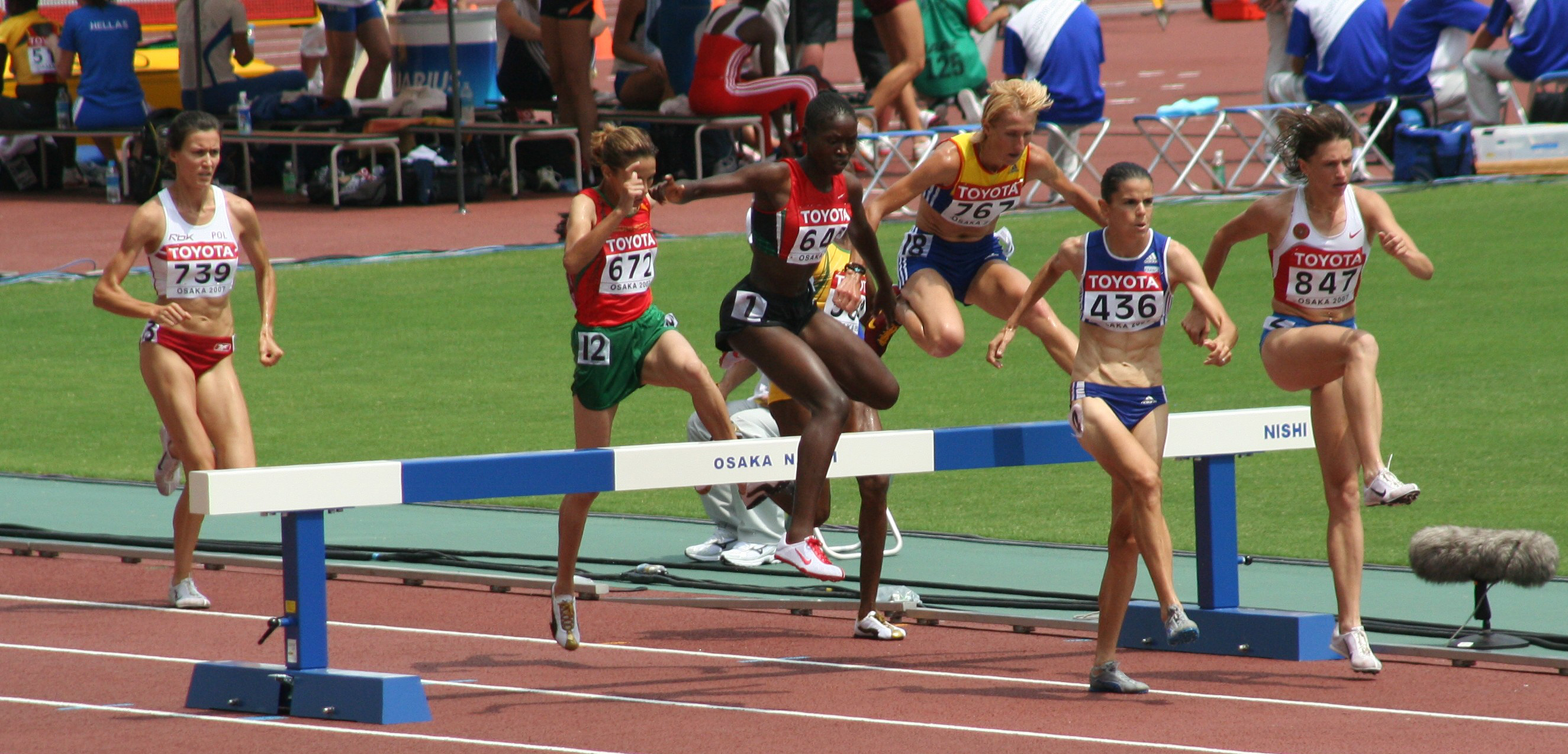
۳۰۰۰ متر بامانع بانوان در قهرمانی جهان ۲۰۰۷

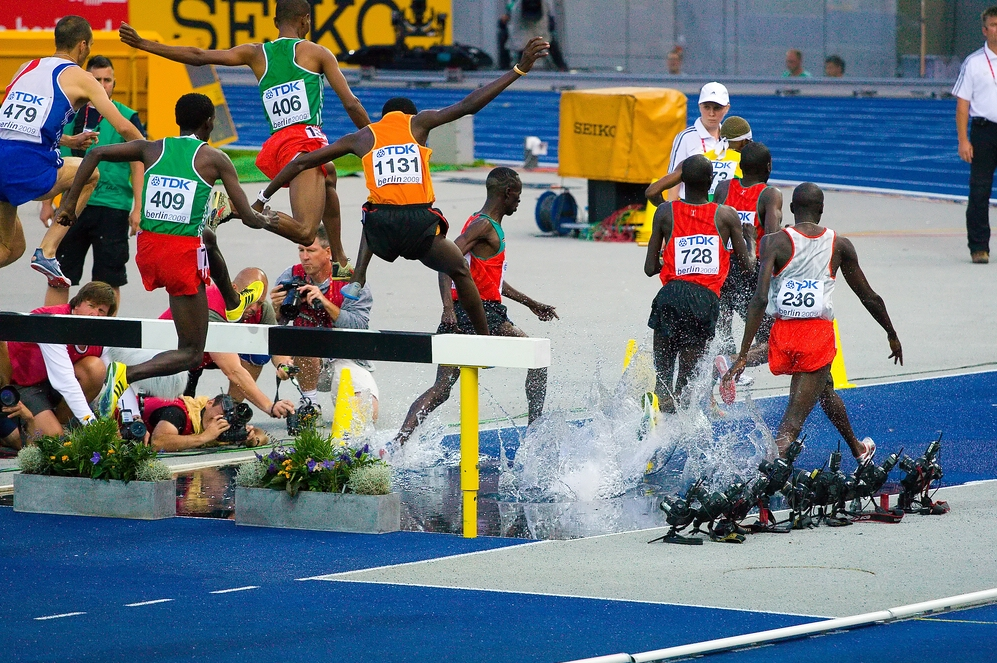
۳۰۰۰ متر بامانع مردان در قهرمانی جهان ۲۰۰۹

دو ۳۰۰۰ متر بامانع یکی از انواع دو استقامت است که در مسابقات المپیک و قهرمانی دو و میدانی جهان برگزار می‌شود. این رشته طولانی‌ترین رشته دو با مانع است.
در این رشته دوندگان بایستی ۷٫۵ دور پیست چهارصد متری استادیوم را بدوند. در پیست پنج مانع نصب شده که جلوی یکی از آن‌ها چالهٔ آب قرار دارد. دوندگان در مجموع باید ۲۸ بار از مانع‌های معمولی و ۷ بار از مانع آب رد شوند. ارتفاع مانع در رقابت‌های مردان ۹۱٫۴ سانتیمتر و در بخش زنان ۷۶٫۲ سانتیمتر است و چاله آب هم در بخش مردان و هم در بخش زنان ۳٫۶۶ متر طول و ۷۰ سانتیمتر عمق دارد.
مانع‌ها در این رشته به گونه‌ای نصب شده‌اند که بر اثر برخورد سقوط نمی‌کنند و تماس داشتن دونده‌ها با موانع هیچ اشکالی ندارد و از نظر قانونی دونده‌ها اجازه دارند به هر شکل که دلشان بخواهد از مانع عبور کنند به همین دلیل بسیاری از دونده‌ها ترجیح می‌دهند با قرار دادن یکی از پاهای خود بر روی مانع از آن‌ها عبور کنند. هرچند این روش ریسک سر خوردن یا افتادن تصادفی را هم به همراه دارد. به ویژه با در نظر گرفتن این که عبور از ورزشکاران باعث خیس شدن پاهای آن‌ها در تمام طول مسابقه می‌شود. با توجه به اینکه قسمت انتهایی چالهٔ آب کم‌عمق‌تر از قسمت ابتدایی آن است (چالهٔ آب شیب پیدا می‌کند تا با پیست هم‌سطح شود) پرش بلندتر از روی مانع قبل از چاله این مزیت را دارد که دونده در قسمت کم‌عمق‌تر چاله فرود می‌آید.
رکورددار این ماده سیف سعید شاهین دوندهٔ کنیایی‌الاصل است که در سال ۲۰۰۴ با پیراهن قطر رکورد ۷:۵۳٫۶۳ را ثبت کرده‌است. در بخش زنان نیز گلنارا گالکینا دوندهٔ تاتار از روسیه با رکورد ۸:۵۸٫۸۱ در المپیک ۲۰۰۸ پکن رکورددار است.
دو ۳۰۰۰ متر بامانع از المپیک ۱۹۲۰ آنتورپ در برنامهٔ بازی‌های المپیک قرار گرفته‌است. تا پیش از جنگ جهانی دوم فنلاندی‌ها در این رشته نیز مثل دیگر رشته‌های دو استقامت حرف اول را می‌زدند اما از اواخر دههٔ ۱۹۶۰ کنیایی‌ها به قدرت برتر این رشته تبدیل شده‌اند. در سال‌های اخیر کنیایی‌ها در بخش مردان این رشته بی‌رقیب بوده‌اند. از ده دونده دارای رکوردهای برتر در این ماده فقط یک نفر (ابراهیم بولامی از مراکش) کنیایی نیست و از المپیک ۱۹۸۴ تاکنون (هشت دوره) تمام مدال‌های طلای المپیک به همراه پنج مدال نقره و چهار مدال برنز به دونده‌های کنیایی رسیده‌است. در رقابت‌های قهرمانی جهان نیز از ۱۹۹۱ تقریباً تمام مدال‌های طلا و نقره در اختیار کنیایی‌ها مانده‌است و فقط سیف سعید شاهین که او هم کنیایی است و ابتدا برای کنیا مسابقه می‌داد دو مدال طلا را با پیراهن قطر به دست آورده‌است و علی الزین مراکشی نیز یک بار مدال نقره دریافت کرده‌است.
این رشته از المپیک ۲۰۰۸ پکن در بخش زنان نیز برگزار می‌شود و دونده‌های روس مدال طلای این رشته در المپیک پکن و لندن را کسب کرده‌اند.